# Rama circunfleja de la arteria coronaria izquierda
La rama circunfleja de la arteria coronaria izquierda es una rama terminal que nace del tronco de la arteria coronaria izquierda, formando un ángulo de 90 grados. Discurre hacia la parte posterior del ventrículo izquierdo; asciende por el surco auriculoventricular izquierdo y se dirige hacia el borde externo del ventrículo izquierdo, bajando por este hasta el vértice del corazón. Durante su paso por el borde izquierdo, da origen a ramas importantes que se extienden por la cara posterior e inferior del corazón. Emite también dos ramas auriculares que se distribuyen por toda la aurícula cardíaca izquierda, una de  ellas es la arteria marginal izquierda, la otra es la rama posterior del ventrículo izquierdo.

## Distribución
Irriga el ventrículo izquierdo y la aurícula izquierda.

## Árbol arterial en la Terminología Anatómica
La Terminología Anatómica indica para la rama circunfleja de la arteria coronaria izquierda el siguiente árbol:
A12.2.03.207 Rama atrial anastomótica de la rama circunfleja de la arteria coronaria izquierda (ramus atrialis anastomoticus rami circumflexi arteriae coronariae sinistrae).
A12.2.03.208 Ramas atrioventriculares de la rama circunfleja de la arteria coronaria izquierda (rami atrioventriculares rami circumflexi arteriae coronariae sinistrae).
A12.2.03.209 Arteria marginal izquierda; rama marginal izquierda de la rama circunfleja de la arteria coronaria izquierda (ramus marginalis sinister rami circumflexi arteriae coronariae sinistrae).
A12.2.03.210 Rama atrial intermedia de la rama circunfleja de la arteria coronaria izquierda (ramus atrialis intermedius rami circumflexi arteriae coronariae sinistrae).
A12.2.03.211 Rama posterior del ventrículo izquierdo de la rama circunfleja de la arteria coronaria izquierda (ramus posterior ventriculi sinistri rami circumflexi arteriae coronariae sinistrae).
A12.2.03.212 Rama del nodo sino-atrial de la rama circunfleja de la arteria coronaria izquierda (ramus nodi sinuatrialis rami circumflexi arteriae coronariae sinistrae).
A12.2.03.213 Rama del nodo atrioventricular de la rama circunfleja de la arteria coronaria izquierda (ramus nodi atrioventricularis rami circumflexi arteriae coronariae sinistrae).
A12.2.03.214 Ramas atriales de la rama circunfleja de la arteria coronaria izquierda (rami atriales rami circumflexi arteriae coronariae sinistrae).